# Бле-де-Жекс
Бле-де-Жекс (фр. Bleu de Gex) — французький блакитний сир з коров'ячого молока з білою пеніциліновою скоринкою, один з найстаріших французьких сирів.

## Історія
Сир є одним з найстаріших французьких сирів, який виготовляється, починаючи з XIII століття в Юра. За весь час виробництва технологія виготовлення сиру практично не змінилася. У 1977 році сиру була присвоєна категорія АОС, однак ще з 1935 році було законодавчо закріплено виробництво цього сиру строго на певній території. У 1996 році Бле де Жекс отримав також загальноєвропейську категорію АОР.

## Виготовлення
Бле-де-Жекс проводиться в департаменті Юра з сирого молока корів монбельярдської і французької симентальської порід. Сир витримується від 2 до 5 місяців, при цьому витримка сиру залежить від сезону, так літній сир зазвичай витримується 4–5 місяців, осінній і зимовий — 2 місяці. Це пов'язано з тим, що сири, вироблені восени і взимку гірше переносять тривалу витримку. Бле-де-Жекс витримується у старовинних винних підвалах і льохах з вологістю повітря 80 % або в гротах і тунелях, в яких витримується також сир Конте. У минулому вважалося, що грибки цвілі, які містяться в гірських травах і квітах, потрапляють у молоко, а з нього сир. В даний час спори блакитний цвілі (лат. Penicillium glaucum) вводяться в молоко штучно. Крім цього, під час дозрівання кірка сиру протикається і сир шприцами закачується повітря, щоб цвіль розвивалася.

## Опис
Типовий гірський блакитний сир, володіє всіма його перевагами і недоліками. Головки сиру мають форму диска діаметром 30–35 сантиметрів, заввишки 7–10 сантиметрів і вагою близько 7 кілограм. Тонка жовтувата кірка сиру покрита білою сухий цвіллю, на поверхні кірки присутні отвори від шприца, на верхній частині головки зазвичай друкується слово Gex, але також можуть бути плями червоного кольору. Середина кольору слонової кістки рівномірно покрита прожилками блакитно-зеленої цвілі.
Сир має багатий злегка гіркий смак з молочними, фруктовими і пряними нотами, тонами грибниці і ванілі, а також мінеральним післясмаком. Перед вживанням з сиру зчищають кірку з білої цвілі. Місцеві мешканці часто вживають його з відвареною картоплею і місцевими червоними сухими, білими і рожевими винами.